# Redemption (pel·lícula de 1930)
Redemption és una pel·lícula pre-codi de la Metro-Goldwyn-Mayer dirigida per Fred Niblo i protagonitzada per John Gilbert, al principi de la fi de la seva carrera, i per Renée Adorée. Basada en el relat de Lev Tolstoi “El mort en vida”, la pel·lícula, que es va estrenar el 5 d’abril de 1930 amb molt males crítiques.

## Argument
Som a la Rússia de principis del segle xx. Fedya Protasoff és un faldiller ben plantat que malgasta l’herència familiar en la beguda i el joc. Coneix i s’enamora de Lisa, la promesa de Victor, el seu millor amic, la sedueix i es casa amb ella. Després d’un any tenen un fill però poc després Fedya es cansa de la monotonia de la vida familiar i malgrat els remordiments no pot evitar reprendre la seva antiga vida. Al final, contreu deutes tan grans en el joc que es veu obligat a vendre la seva propietat. Victor, per ajudar-los compra la finca a la subhasta per un preu molt inflat.
El matrimoni fa aigües. Fedya s’enamora d’una jove gitana, Masha, i se’n va a viure amb ella en una pensió barata. Per aconseguir trencar definitivament amb Lisa decideix simular el seu suïcidi. Envia una nota de suïcidi a Lisa i Masha l'ajuda deixant a la vora del riu roba seva i la seva llibreta de butxaca. Tothom conclou que s’ha ofegat deliberadament, ja que no sabia nedar. Una setmana més tard, troben un cos descompost al riu i la policia demana a Lisa que identifiqui el cadàver. Aquesta, molt angoixada i convençuda del suïcidi del seu marit afirma que és ell sense ni tan sols mirar-lo.
Lisa s’acaba casant amb Victor però aleshores es descobreix l'engany de Fedya, que és arrestat per frau. A la vegada, Lisa i Victor són acusats de bigàmia. La parella declara la seva innocència i insisteix que realment creien que Fedya era mort abans de casar-se. Feyda confessa el seu engany i insisteix que Lisa i Victor són innocents. Ple de remordiments i conscient que el fet que sigui viu acaba amb qualsevol esperança de felicitat per a Lisa i Victor, demana a un soci, Petushkov, que li dugui una pistola a la sortida del jutjat. Aleshores, observa com Lisa, Victor i altres persones que passen per davant seu marxen i es dispara. Horroritzada, Lisa crida horroritzada i el pren entre els seus braços mentre mor mentre aquest li demana perdó.

## Repartiment
- John Gilbert (Fedya)
- Renée Adorée (Masha)
- Eleanor Boardman (Lisa)
- Conrad Nagel (Victor)
- Claire McDowell (Anna Pavlovna)
- Nigel De Brulier (Petushkov)
- Charles Quartermaine (Artimiev)
- Erville Alderson (mariner a la taverna)
- Tully Marshall (xantatgista)
- Mack Swain (magistrat)
- Sidney Bracey (cambrer)
- Richard Alexander (policia)